# Khandu Wangchuk
Lyonpo Khandu Wangchuk (1950) è un politico bhutanese, membro del Consiglio dei Ministri del Bhutan.
Primo Ministro in due periodi di un anno circa ognuno, dal 2001 al 2002 e dal 2006 al 2007, è stato anche Ministro degli Esteri dal 2003 al 2007.
Dall'11 aprile 2008 è il Ministro degli Affari Economici nel governo presieduto da Jigme Thinley.